# Euthymius Zigabenus
Euthymius Zigabenus, död efter 1118, var en munk i ett kloster i närheten av Konstantinopel som gjorde sig känd för sina exegetiska och dogmatiska skrifter.
Särskilt märks hans dogmatiska Panoplia ("Rustkammare"), skriven på uppmaning av kejsar Alexios I Komnenos. Särskilt de delar som behandlar de då som kätterska betraktade trosriktningarna, är berömda.